# Paul Winter (Skispringer)
Paul Winter (* 5. Oktober 1997 in Sangerhausen) ist ein ehemaliger deutscher Skispringer. Er gehört seit 2016 dem Zoll-Ski-Team an.

## Werdegang
Winter begann seine aktive Skisprungkarriere als Schüler des Skiinternat Willingen beim SC Willingen. Am 6. August 2011 erreichte er beim Nachwuchsspringen in Hinterzarten den zweiten Rang. Im Februar 2012 sicherte er sich bei den Nordischen Skispielen der OPA 2012 in Žiri seinen ersten Sieg und mit der Mannschaft sprang er auf Rang zwei. Im September 2012 gab Winter sein Debüt im Alpencup.
2013 bekam Winter einen Startplatz für das Europäische Olympische Jugendfestival in Brașov. Beim Skispringen auf den Schanzen von Râșnov erreichte er im Einzel den siebenten Rang. Im Teamspringen gewann er gemeinsam mit seinen Mannschaftskollegen Julian Hahn, Thomas Dufter und Sebastian Bradatsch die Silbermedaille hinter der Mannschaft aus Slowenien. Im März wurde Winter erstmals im FIS-Cup eingesetzt. Dabei verpasste er in Oberstdorf zweimal die Punkteränge deutlich. Daraufhin verblieb er weiterhin im Kader für den Alpencup. Zu Beginn des Winters 2013/14 sprang Winter in Seefeld in Tirol zweimal unter die besten zehn.
Bei den Nordischen Junioren-Skiweltmeisterschaften 2014 im Val di Fiemme erreichte Winter im Einzel den zehnten Platz. Mit der Mannschaft sprang er auf Rang fünf.
Nach der Junioren-WM gelang Winter in Kranj sein erster Alpencup-Sieg. Auch bei den Nordischen Skispielen der OPA 2014 in Gérardmer gewann er im Einzelspringen der Junioren und mit der Mannschaft die Goldmedaille. In Chaux-Neuve feierte er wenig später auch seinen zweiten Alpencup-Sieg. Im Sommer 2014 wechselte er zum Training nach Oberstdorf, startete aber weiterhin für den SC Willingen. Er besuchte dort das Skiinternat Oberstdorf.
Im August bekam Winter zum zweiten Mal einen Startplatz im FIS-Cup und sprang in Kuopio als siebenter auf Anhieb unter die besten zehn. Obwohl er im zweiten Springen als 41. nicht überzeugen konnte, gab er nur einen Tag später an gleicher Stelle sein Debüt im Skisprung-Continental-Cup. In beiden Springen bewies er dabei seine Qualitäten und landete in den Punkterängen. Im September reiste er mit dem A-Kader zum Skisprung-Grand-Prix nach Almaty. Als 27. und 26. gewann er dabei in beiden Springen Grand-Prix-Punkte und beendete den Skisprung-Grand-Prix 2014 somit auf Rang 69 der Gesamtwertung.
Zur Saison 2014/15 startete Winter fest im Continental-Cup-Kader. Obwohl er in Rena in keinem der Springen Punkte gewinnen konnte, wurde er von Bundestrainer Werner Schuster für die Nationale Gruppe bei den Springen zur Vierschanzentournee 2014/15 nominiert. In Oberstdorf und Garmisch-Partenkirchen verpasste er jedoch die Qualifikation.
Nachdem Winter zuletzt im Januar 2017 in Bischofshofen Continental-Cup-Punkte gewinnen konnte, erreichte er rund drei Jahre später im Januar 2020 in Klingenthal als 16. erneut die Punkteränge.
Ende April 2021 gab Winter sein Karriereende bekannt und wurde anschließend Trainer.

## Statistik

### Grand-Prix-Platzierungen
| Saison | Platz | Punkte |
| ------ | ----- | ------ |
| 2014   | 069.  | 009    |

### Continental-Cup-Platzierungen
| Saison  | Platz | Punkte |
| ------- | ----- | ------ |
| 2014/15 | 055.  | 154    |
| 2015/16 | 051.  | 199    |
| 2016/17 | 167.  | 004    |
| 2019/20 | 061.  | 107    |